# Смит, Памела
Памела Смит (Pamela H. Smith; род. 30 ноября 1957) — американский историк науки, специалист по ранней современной Европе. Доктор философии (1990), именной профессор Колумбийского университета (с 2005). Лауреат George L. Mosse Prize и Joseph H. Hazen Education Prize (обоих - 2023). Также удостоилась RSA Digital Innovation Award (2022).
В 2016-18 президент Renaissance Society of America.
В 1976-79 училась в Вуллонгонгском университете, окончила его со степенью бакалавра с первоклассным отличием.
С 1983 по 1990 училась в Университета Джонса Хопкинса, получила докторскую степень на кафедре истории науки (науч. рук-ли: Owen Hannaway и Mack Walker). Диссертацию писала об Иоганне Иоахиме Бехере.
С 1990 по 2005 ассистент-, ассоциированный, именной профессор колледжа Помона.
Автор The Body of the Artisan (University of Chicago Press, 2004) и From Lived Experience to the Written Word: Reconstructing Practical Knowledge in the Early Modern World (U Chicago Press, 2022), последняя отмечена Honorable Mention Phyllis Goodhart Gordan Prize (2024).